# Wikijunior
Wikijúnior és un projecte de Wikimedia, allotjat a Viquillibres. Va ser iniciat a comanda de la Beck Foundation que va sol·licitar el desenvolupament de material educatiu amb temes d'interès per als nens.
La idea és proporcionar llibres impresos en color amb un contingut adaptat i verificat per a l'audiència infantil. També tindrà el seu parell en línia. S'està discutint millorar el nom si fos possible (el seu títol en anglès és Wikijunior) i crear un logotip que representi el projecte. A més es va proposar realitzar una distribució mundial a un preu accessible per als nens, començant per la sèrie en idioma anglès i després per altres idiomes.